# Iamgold
A Iamgold é uma companhia de mineração e exploração de ouro.

## Patrimônio
A empresa possui quatro minas em operação, sendo uma no Canadá, uma em Burkina Faso e duas no Mali. A mineradora possui ainda um projeto em desenvolvimento em Ontário, no Canadá. No Brasil, a empresa possui o projeto de exploração de ouro Pitangui, em Onça de Pitangui, em Minas Gerais.  Assim como Pitangui, o projeto da companhia canadense localizado em Senegal também está em fase de exploração. A Iamgold participa de três joint ventures que produzem ouro no Canadá, na Nicarágua e em Mali. A mineradora opera no Brasil por meio das subsidiárias Água Nova Pesquisas Minerais e a Iamgold Brasil Prospecção Mineral.

## História
A Iamgold International African Mining Gold Corporation foi fundada em 1990. Em 1997, o seu nome foi trocado para Iamgold Corporation. No Brasil, a companhia iniciou os trabalhos de exploração do projeto Pitangui em 2009, que teve o seu programa inicial de sondagem concluído em 2011, quando o depósito de ouro São Sebastião foi descoberto. No ano de 2014, o programa de sondagem de delimitação do projeto Pitangui continuou, visando a definir e expandir os recursos minerais atuais, conforme a estratégia de crescimento da empresa. No Brasil, a empresa possui seis direitos minerários para exploração de ouro, sendo quatro em Tocantins e dois em Minas Gerais. A Companhia está listada na Bolsa de Valores de Toronto (TSX) e na Bolsa de Valores de Nova York (NYSE).